# 河尻神宮
河尻神宮（かわしりじんぐう）は、熊本県熊本市南区に鎮座する神社である。旧社格は県社。

## 由緒
鎌倉時代、1197年（建久8年）に河尻荘の領主である河尻三郎源実明が、鶴岡八幡大神の御分霊を河尻荘小岩瀬（現在の熊本市南区富合町小岩瀬）に勧請したのが起こりといわれている。鶴岡八幡大神を主祭神とし、天照皇大神、春日大神、住吉大神、阿蘇大神の4柱を配祀するので、古くより若宮五社大明神と称し、河尻荘1町87村の総氏神として社領33町を有していた。
室町時代、河尻氏の没落により衰微したが、加藤清正公の尊崇を受け、1587年（天正15年）現在地に遷宮・再興し、続く細川家代々の藩主も同様に篤く崇敬した。明治維新後郷社とされ、1898年（明治31年）には県社に列した。

## 御祭神

### 主祭神
- 鶴岡八幡大神

### 配祀神
- 天照皇大神
- 春日大神
- 住吉大神
- 阿蘇大神

## 例祭日
- 春季例祭 4月17日-19日（3日間）
- 秋季例祭 10月15日-19日（5日間）

## 境内社
- 今宮神社（御祭神 - 河尻三郎源実明卿並びに河尻氏代々の当主）
- 十六神社（御祭神 - 河尻氏当主代々の嬪内女）
- 歳神社（御祭神 - 大歳神・御歳神・若年神・宇迦之御魂神）

## 境内
- 御神木（ヒイラギ） - 魔除けの霊木との言い伝えがあり、また長寿の守護木としても仰がれている。